# Myrioblephara defulvata
Myrioblephara defulvata är en fjärilsart som beskrevs av W. Warren 1906. Myrioblephara defulvata ingår i släktet Myrioblephara och familjen mätare. Inga underarter finns listade i Catalogue of Life.